# Jan Dubravius
Jan Dubravius, vlastním jménem Jan Skála z Doubravky a Hradiště (kolem 1486, Plzeň – 9. září 1553, Kroměříž) byl český historik, spisovatel a olomoucký biskup mezi lety 1541–1553. Je autorem první české odborné publikace o rybníkářství.

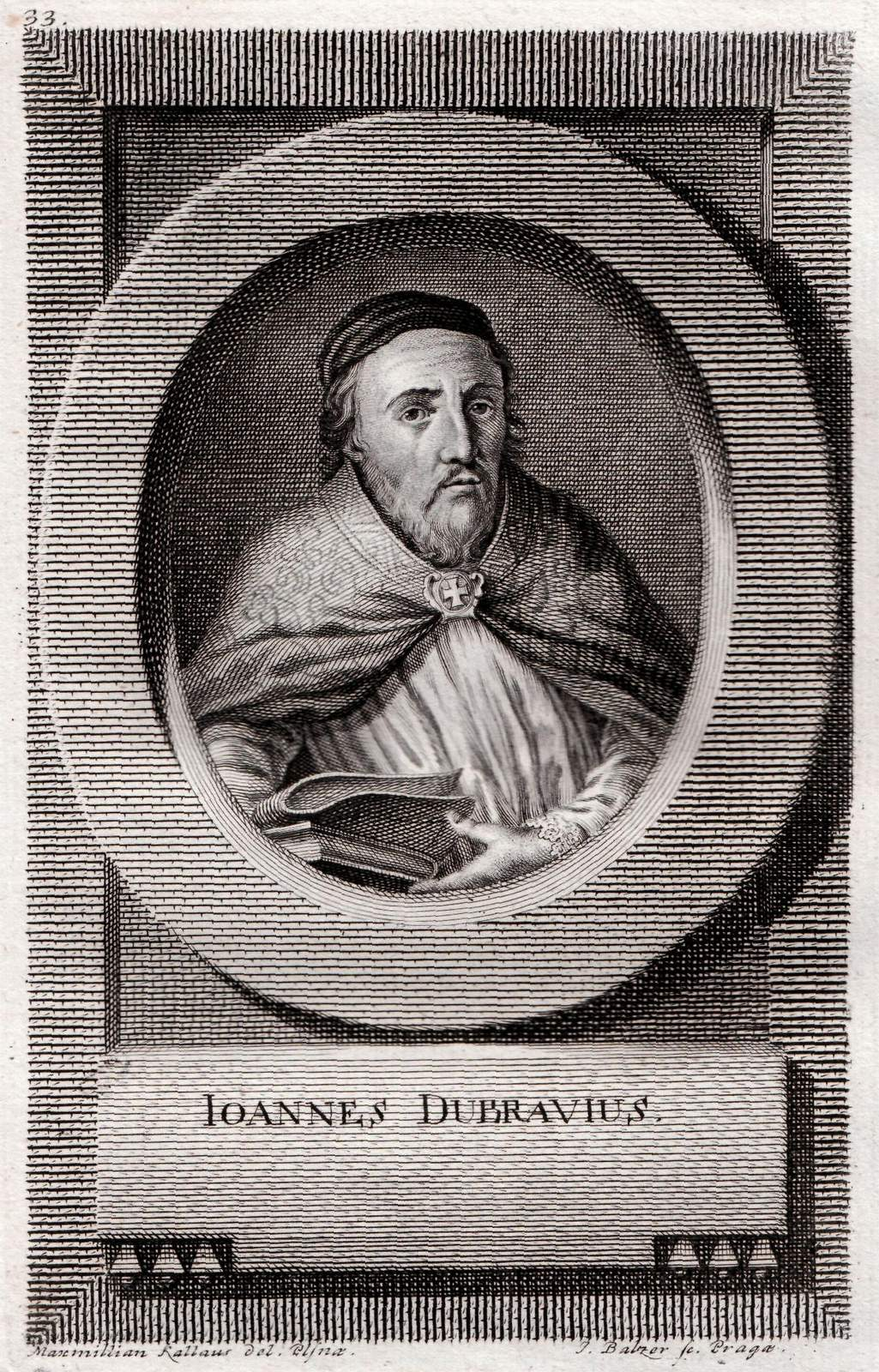
Jan Dubravius (zobrazení z roku 1722)

## Životopis
Jeho otec byl plzeňským měšťan a katolík. V Plzni studoval na partikulární škole. Ve studiu poté pokračoval na univerzitách ve Vídní a v Padově a možná také v Boloni, kde získal doktorát práv.

## Církevní a diplomatická činnost
V roce 1508 se vrátil z Italie a začal působit ve službách olomouckého biskupa Stanislava Thurza. Dne 7. května 1513 se stal arcijáhnem v Kroměříži, později zde působil jako probošt Kolegiátní kapituly u svatého Mořice. Roku 1517 byl povýšen do rytířského stavu. O rok později 1518 domlouval v Itálii sňatek polského krále Zikmunda Jagellonského s Bonou Sforza. Poté se několikrát angažoval proti Turkům. Dne 30. dubna 1541 byl jmenován olomouckým biskupem (podle stránek Catholic-Hierarchy.org byl jmenován až 27. června 1541 a na biskupa vysvěcen 2. ledna 1542). Umírá roku 1553 v Kroměříži na mozkovou mrtvici.

## Dílo
- Martiani Capellae Nuptiae Mercurii cum Philologia;
- Theriobulia Joannis Dubravii iurisconsulti et equitis aurati De regiis praeceptis (Rada zvířat) – věnováno králi Ludvíku Jagellonskému. Je to přepracovaná Nová rada od Smila Flašky z Pardubic;
- Commentarii in V Davidis psalmum – výklad žalmů;
- Libellus de piscinis et piscium, qui in eis aluntur natura – šest knih o rybníkářství;
- Jan Skála z Doubravky. Historiae Regni Boiemiae, de rebvs memoria dignis, in illa gestis, ab initio Boiemorum, qui ex Illyria venientes, eandem Boiemiam, in medio propemodum superioris Germaniae sitam, occupauerunt. Libri XXXIII, ex fide tandem narrationeque historica scripti, absolutique, & in lucem iamprimum aediti, sat videlicet citô, si sat bene.. Prostějov: Jan Günther, 1552. [3], CCVIII l. s. Dostupné online. (lat)